# Seznam avstralskih filantropov
Seznam avstralskih filantropov.

## C
- Arthur Coles

## F
- James Fairfax
- Alfred Felton
- James Alexander Forrest

## G
- Paigen Green
- Andrew Grimwade
- Eddy Groves

## M
- George Marchant

## P
- Kerry Packer

## R
- Mary Reibey

## W
- Peter Waite